# Теремець Олександр
Олександр Теремець (нар. кінець XIX століття — пом. 1916 або 1917 рік) — український скульптор.

## Біографія
Народився в кінці XIX століття. Навчався у Київському художньому училищі у Ф. Балавенського. Помер 1916 або 1917 року.

## Роботи
У 1910—1912 роках працював у галузі меморіальної скульптури, у портретному та побутовому жанрах:
- горельєф «Селянин з волами» на будинку Бессарабського критого ринку в Києві (бетон, 1910);
- «Погруддя товариша» (гіпс, 1911).